# Vaginismus
Unter Vaginismus (oder auch Scheidenkrampf) versteht man eine unwillkürliche Verspannung oder Verkrampfung des Beckenbodens und der Vaginalmuskulatur, wodurch der Scheideneingang eng oder wie verschlossen erscheint. Die vaginistische Reaktion beinhaltet eine wiederkehrende oder andauernde ungewollte Kontraktion beziehungsweise einen Spasmus der Muskeln, die das untere Drittel der Vagina umgeben, was eine vaginale Penetration erschwert oder unmöglich macht. Vaginalverkehr, eine gynäkologische Untersuchung und das Einführen von Tampons oder anderen Objekten können dadurch sehr schmerzhaft oder – bei Vaginismus in seiner schwersten Ausprägung – unmöglich sein.
Vaginismus kann durch psychische Faktoren bedingt sein, die das Körperbild betreffen, oder eine Reaktion auf Schmerzen bei früheren Versuchen, in die Vagina einzudringen.
Eine neuere Definition von Basson et al. lässt den Aspekt der Verkrampfung beiseite und bezeichnet Vaginismus als „andauernde oder wiederkehrende Schwierigkeiten des Körpers, das Einführen eines Penis, eines Fingers oder eines anderen Objektes in die Vagina zuzulassen, trotz des eigenen, ausdrücklich geäußerten Wunsches, etwas einzuführen“.
Vaginismus zählt zu den sexuellen Funktionsstörungen, genauer zu den Schmerzstörungen (der Sexualorgane), und ist häufig zumindest organisch mitbedingt, kann aber auch rein psychisch bedingt sein, z. B. „innere Abwehr gegen penetrierenden Sexualkontakt, Angstgefühle infolge vorausgegangener Gewalterfahrungen.“

## Formen
Es werden üblicherweise zwei Arten von Vaginismus unterschieden:
Primärer Vaginismus besteht, wenn es niemals möglich war, etwas schmerzfrei in die Vagina einzuführen. Er wird meistens erst in der Pubertät oder Adoleszenz bemerkt, weil vorher kein diesbezüglicher Versuch unternommen wurde.
Unter sekundärem Vaginismus wird die Form des Vaginismus verstanden, die durch ein bestimmtes Ereignis ausgelöst wurde. Auslöser können schwere traumatische Erlebnisse wie eine Vergewaltigung oder ein Geburtstrauma sein, aber auch vergleichsweise harmlose Erlebnisse wie eine unsanfte gynäkologische Untersuchung oder wiederholte Schmerzerlebnisse beim Geschlechtsverkehr.
Crowley et al. unterscheiden neben primärem und sekundärem Vaginismus noch weitere Formen:
- „Konsistenter Vaginismus“ tritt jedes Mal auf, wenn versucht wird, etwas in die Vagina einzuführen.
- „Globaler Vaginismus“ ist unabhängig von Umständen oder Partnern.
- „Situationsbedingter Vaginismus“ tritt nur unter bestimmten Umständen auf, beispielsweise nur bei gynäkologischen Untersuchungen oder nur mit bestimmten Partnern, während sonst vaginaler Geschlechtsverkehr ohne Probleme möglich ist.

Die betroffenen Frauen beschreiben es häufig als ein Gefühl, als ob der Penis beim Versuch einzudringen gegen eine Wand stoßen würde. Manche Patientinnen erleben das nur beim partnerschaftlichen Sex und sind erstaunt, wenn sie einen Dilatator oder Vibrator selbst einführen können.
Es ist nicht ungewöhnlich, wenn Frauen mit Vaginismus ein Eindringen in Situationen zulassen können, in denen sie die Kontrolle haben. Dennoch kann in schweren Fällen eine gynäkologische vaginale Untersuchung unmöglich sein.

## Diagnose im DSM-5
Seit der Vorstellung des DSM-5 im Jahre 2013 werden die Diagnosen des nichtorganischen Vaginismus und Dyspareunie zusammen als Genito-Pelvine Schmerz-Penetrationsstörung geführt.
Diese Entscheidung resultierte aus den wissenschaftlichen Befunden, dass sich beide Störungsbilder nicht reliabel differenzieren lassen.
Gegenüber der Hervorhebung von vaginalen Muskelspasmen in den DSM-IV-Diagnosekriterien für Vaginismus liegt der Schwerpunkt der Diagnose nun auf Penetrationsproblemen.
Das Hauptargument ist, dass es keine empirische Basis gäbe, um den vaginalen Spasmus als diagnostisches Merkmal anzusehen, da die Muskelspasmen weder ausschließlich bei Vaginismus vorkommen noch dafür spezifisch sind. Die Klassifizierung als sexuelle Schmerzstörung lässt außer Acht, dass eine gynäkologische Untersuchung und die Benutzung eines Tampons nicht zu den sexuellen Aktivitäten gehören.
Zudem ist die Angst vor Schmerzen bei vaginaler Penetration charakteristisch für Vaginismus, was ebenfalls für eine Verwandtschaft der Diagnose mit Dyspareunie spricht. Betroffene berichten häufig von einem beeinträchtigten Selbstwertgefühl sowie Gefühlen der Minderwertigkeit und Wertlosigkeit in Bezug auf Sexualität.
Die Muskelkontraktionen sind Teil einer allgemeinen Abwehrreaktion sowohl auf allgemein bedrohliche als auch auf sexuell bedrohliche Situationen, die zu einer verstärkten Muskelaktivität führt. Diese ist auch in den Haltungsmuskeln z. B. im Bereich des Trapezmuskels zu beobachten und zwar bei Frauen mit und ohne Vaginismus. Dies wurde zum Anlass, das Konzept als primär sexuelle Funktionsstörung zu hinterfragen.

## Behandlung
Die Behandlung beinhaltet in der Regel eine Kombination aus Patientenaufklärung, Befeuchtung der Vagina, Umgang mit Gleitmitteln, entspanntes Üben mit Vaginal-Dilatoren verschiedenen Durchmessers sowie eine spezielle Physiotherapie zum Erlernen der willentlichen Betätigung der Beckenbodenmuskeln (Beckenbodentraining). Durch das Training kann die Kontrolle über die Muskulatur (zurück)gewonnen werden, die Betroffenen lernen, sie bewusst anzuspannen und zu entspannen.
Als Bestandteil einer Therapie kann auch die vaginale Selbstuntersuchung einen wesentlichen Beitrag zur Heilung von Vaginismus leisten.

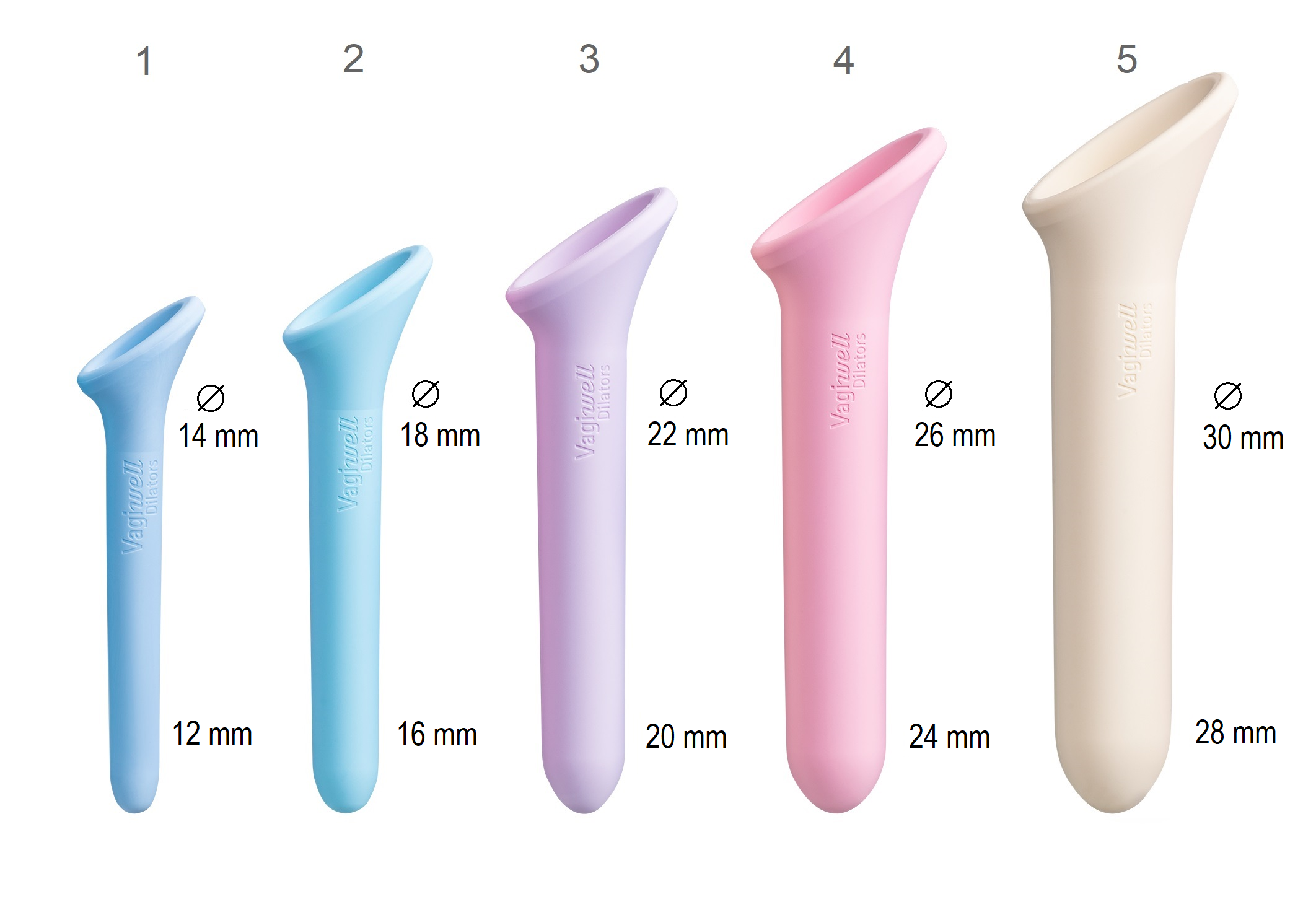
Dilatoren aus Silikon mit genauen Millimeterangaben bei den Abmessungen.

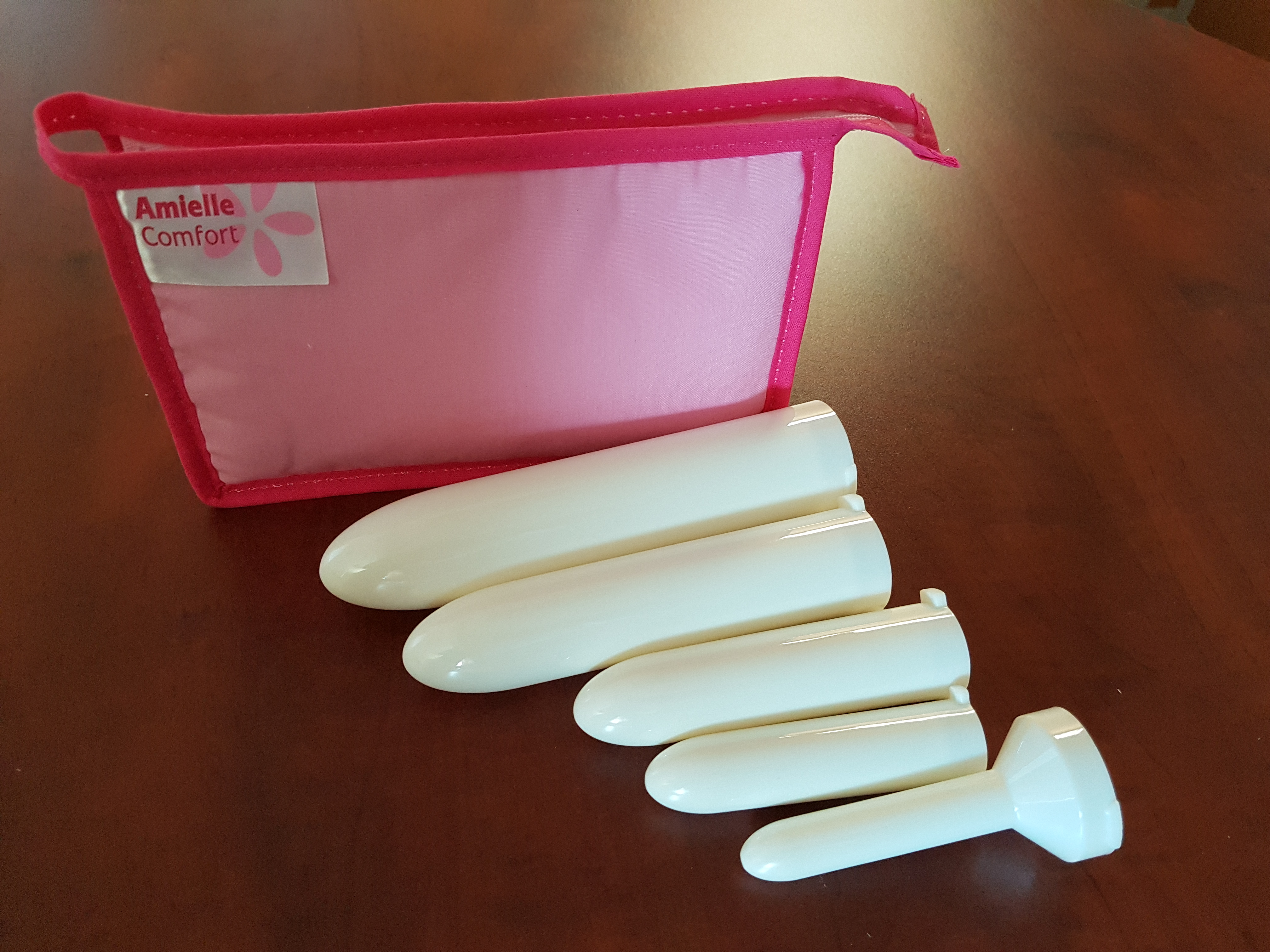
Dilatoren aus Kunststoff in verschiedenen Größen.

Ziel der Behandlung ist nicht die Dehnung der Scheidenmuskulatur, sondern ein Eindringen in die Vagina, ohne Abwehrkontraktionen der Beckenbodenmuskeln auszulösen. Manche Autoren empfehlen, anstelle eines Dilators zuerst das Einführen eines eigenen Fingers, da so ein besseres Biofeedback entsteht. Später kann der Partner seinen Finger einführen.
Am Ende der in vielen kleinen Schritten aufgebauten Übungsreihe kann das Paar es mit dem Penis versuchen.
Als Vaginaldilatatoren waren früher glatte, konisch geformte Stäbe (Hegarstifte) häufiger in Verwendung, mit denen die Vagina an das Einführen gewöhnt, desensibilisiert und das Gewebe gelockert werden sollte. Heute gibt es Dilatoren aus verschiedenen Materialien, neben Metall und Kunststoff auch weiches Silikon.
Die Sets bestehen aus drei bis fünf Dilatoren mit unterschiedlichem Durchmesser. Die Übungen müssen unter Verwendung von Gleitmittel und zur Wahrung der Intimsphäre der Frau in einer für sie angenehmen störungsfreien Umgebung durchgeführt werden.
Viele Frauen unterschätzen das Aufnahmevermögen ihrer Vagina. Sie profitieren vom Biofeedback durch die objektiven Abmessungen der Dilatoren. Wenn eine Frau die Erfahrung macht, dass sich ihre Vagina anpassen kann, kann ihr das helfen, den Vaginismus zu überwinden.
Sie kann sich die Größe eines von ihr bevorzugten Sextoys oder des Penis ihres Partners als Ziel vornehmen, das sie durch die Therapie erreichen möchte.
Wenn die Frau das erste Ziel, die kleinste Größe problemlos einführen zu können, erreicht hat, kann sie zur nächsten übergehen. Das Üben wird stets mit der vorhergehenden Größe begonnen.
In der Verhaltenstherapie wird zudem die Selbststimulation in Form von Masturbationstechniken thematisiert, die als „Hausaufgabe“ zur Förderung der sexuellen Erregung während des Einführens ausprobiert werden kann.
Je nach Studie werden sehr unterschiedliche Erfolgsquoten verzeichnet. Laut einer Studie waren nach Therapien zum Abbau von Ängsten und Vermeidungsverhalten 90 % der Frauen anschließend in der Lage, vaginalen Intimverkehr zu vollziehen.
Bei Patientinnen, die eine Gebärmutterentfernung hinter sich haben, wird zur Vorsicht beim Einführen geraten, damit die Operationsnaht am oberen Ende der Vagina nicht geschwächt wird.
Eine unterstützende Psychotherapie ist sinnvoll. Der wahrgenommene Behandlungserfolg wird in den meisten Fällen durch die körperliche Therapie erreicht. In den Therapiesitzungen werden zugrundeliegende psychosoziale und partnerschaftliche Konflikte besprochen.

„Während die Rolle organischer und physischer Faktoren, die zum Vaginismus beitragen, zunehmend anerkannt wird, ist die psychologische Untersuchung der einzelnen Frau und ihrer Partnerbeziehung für die Behandlung von wesentlicher Bedeutung. … Bei motivierten Paaren in guten Beziehungen sind die Ergebnisse der Therapie im Allgemeinen positiv. Schwierigkeiten treten häufiger auf in Fällen von anhaltenden Schmerzen, geringer echter Motivation, bei Beziehungskonflikten, unmotivierten und unkooperativen Partnern.“

Basierend auf einem Behandlungsprogramm, das im Rahmen einer Studie der Universität Erlangen-Nürnberg entwickelt wurde, ist seit Februar 2022 eine digitale Gesundheitsanwendung verfügbar, die auf eine Kombination aus verhaltenstherapeutischen Techniken, Beckenbodentraining und Einführungsübungen setzt.